# Musée Jean-de-Béthencourt
Le musée Jean-de-Béthencourt est un musée situé à Grainville-la-Teinturière en Seine-Maritime.
Le musée évoque l'histoire de ce seigneur de Grainville-la-Teinturière ayant entrepris en 1402, pour son propre compte, la conquête des îles Canaries.
À cette époque, l'archipel était connu, mais n'avait pas de seigneur. Avec l'accord et l'appui du roi de Castille et du Pape, Jean de Béthencourt se rend maître de Lanzarote, Fuerteventura et El Hierro. Il y organise, d'une manière qu'il veut exemplaire, les rapports entre Normands et indigènes pour que ces îles soient « l'exaltation et l'ostentation de toute la chrétienté ».
Cette conquête a eu des conséquences considérables sur l'histoire de l'humanité, car 90 ans après, les îles Canaries ont été, en 1492, une escale indispensable pour Christophe Colomb avant sa grande traversée de l'Atlantique vers le Nouveau Monde.
Le musée permet aussi au visiteur de mieux connaître les îles Canaries d'aujourd'hui avec lesquelles Grainville-la-Teinturière entretient des relations privilégiées.